# Gusums gravkapell
Gusums gravkapell uppfördes 1941 efter ritningar av Kurt von Schmalensee, tillbyggt 1981. En klockstapel byggdes 1972 av Ture Jangvik. Gravkapellet ligger 1 kilometer från Gusums kyrka och runt gravkapellet finns en kyrkogård.

## Orgel
Orgeln är mekanisk och byggd 1965 av Jacoby Orgelverkstad. Den har fyra stämmor.
| Manual         | Pedal   |
| Trägedackt 16’ | Bihängd |
| Flöjt 4’       |         |
| Principal 2’   |         |
| Sifflöjt 1’    |         |